# أن تصبح باتمان (كتاب)
أن تصبح باتمان: إمكانية أن تصبح بطلًا خارقًا (بالإنجليزية: Becoming Batman: The Possibility of a Superhero) هو كتاب علمي صدر عام 2008 من تأليف أستاذ علم الأعصاب بول زهر [الإنجليزية]. نُشر لأول مرة في 7 نوفمبر 2008، من خلال مطبعة جامعة جونز هوبكنز، ويغطي الكتاب مقدار التدريب والتكيف الذي يحتاجه الشخص العادي ليصبح باتمان. يعتبر الكتاب فريد من نوعه في تحليله الصريح لما إذا كان من الممكن بالفعل للإنسان أن يحقق مكانة باتمان من خلال التدريب أم لا.

## المحتوى
في الكتاب يتحدث بول زهر عن مقدار التدريب البدني الذي سيكون ضروري لشخص ما ليصبح مثل باتمان. يستعين الكاتب بمعرفته كعالم أعصاب، وخبير في علم الحركة، وفنان عسكري للقيام بذلك، ويتناول موضوعات مثل كيف سيكون القتال بزي بطل خارق بالإضافة إلى المتطلبات الغذائية اليومية للشخص. يعتبر كتاب أن تصبح باتمان فريد من نوعه في تحليله الصريح لما إذا كان من الممكن بالفعل للإنسان أن يحقق مكانة باتمان من خلال التدريب أم لا.

## الاستقبال
قدمت صحيفة الغارديان مراجعة إيجابية في الغالب لاكتاب، مشيرة إلى أن فهم الكاتب" للفنون القتالية الصينية ضعيف إلى حد ما، لكن المادة الفسيولوجية رائعة وموضحة جيدًا." كما قدمت بابليشرز ويكلي مراجعة إيجابية، مشيرة إلى أن الكتاب سيكون له جاذبية واضحة لمحبي باتمان.

## التأثير الأوسع
كان لعمل زهر أيضا تأثير متبادل على الطريقة التي تُعرض بها القصص المصورة وحتى كتابتها، حيث قدم مادة مرجعية فيما يتعلق بـ "الواقع المادي لباتمان" كما اعترف به الكاتب الاسكتلندي جرانت موريسون من شركة باتمان المحدودة. في الآونة الأخيرة، وبسبب الكتاب، تضمنت المقالات الإعلامية التي تناقش باتمان وعالم دي سي تعليقات من بول زهر باعتباره سلطة ذات صلة، أو أشارت إلى أفكار من كتابه، ونسج منظوره العلمي في محادثة باتمان.

## روابط خارجية
- الموقع الرسمي
- E. Paul Zehr's webpage